# Alan McManus
Alan McManus (Glasgow, 21 de enero de 1971) es un jugador de snooker escocés, ya retirado del circuito profesional.

## Biografía
Nació en la ciudad escocesa de Glasgow en 1971. Fue jugador profesional de snooker entre 1990 y 2021. Se proclamó campeón de dos torneos de ranking, a saber: el Clásico de Dubái de 1994, en cuya final derrotó a Peter Ebdon (9-6), y el Abierto de Tailandia de 1996, con una victoria (9-8) contra Ken Doherty. Fue, asimismo, subcampeón de otros seis campeonatos de ranking: el Abierto de Asia de 1992 (3-9 contra Steve Davis), el Abierto de Gales de 1993 (7-9 ante Doherty), el Abierto de Gales de 1994 (6-9 frente a Davis), el Abierto de Irlanda de 1998 (4-9 contra Mark Williams), el Masters de Tailandia de 1999 (7-9, también frente a Williams) y la LG Cup de 2002 (5-9 ante Chris Small). Más allá de las citas de ranking, se impuso también en, entre otros, el Masters de 1994, en cuya final se deshizo (9-8) de Stephen Hendry. No logró, sin embargo, tejer ninguna tacada máxima, y la más alta de su carrera se quedó en 143.